# Eugène Klinckenberg
Eugène Klinckenberg (* 1858 in Haus Lemiers, Limburg, Niederlande; † 11. Juli 1942 in Aachen) war ein Kunstmaler zu Aachen.

## Leben
Nach Beendigung der Gymnasialstudien in Bedburg war Klinckenberg seit 1880 Schüler an der Düsseldorfer Akademie unter Albert Baur. 1881/82 war er an der École des Beaux-Arts in Brüssel als Schüler von Charles Verlat, sowie des dortigen Akademiedirektors, des Geschichts- und Genremalers Jean-François Portaels, der ihn in sein Meisteratelier aufnahm.
Klinckenberg verbrachte Studienaufenthalte in Paris und Rom. In Sorrent wurde 1882 sein Sohn Max geboren. Nachdem er sich in München niedergelassen hatte, wurde er Mitbegründer der Münchner Sezession, deren Ausstellungen er mit jurierte und wiederholt beschickte. 1884 heiratete er die Tochter des Düsseldorfer Akademieprofessors Gustav Stever.
Ab 1896 war er in Aachen niedergelassen. 1903 wurde er an die Städtische Kunstgewerbeschule zu Aachen berufen, an der er bis 1913 Leiter der Mal- und Zeichenklasse war. Zahlreiche tüchtige Maler und Graphiker verdanken ihm ihre Ausbildung, so der bedeutende Plakatkünstler Jupp Wiertz, der als Tiermaler bekannte Heinrich Linzen, sowie Ewald Mataré und Heinz Heinrichs. Nach Abschied der Kunstgewerbeschule eröffnete Klinckenberg in seinem Atelier in der Friedrichstraße in Aachen eine private Mal- und Zeichenschule, die sich eines guten Besuches erfreute. Darüber hinaus war er Neubegründer des Aachener Künstlerverbandes Mit Stift und Meißel.